# オッサ

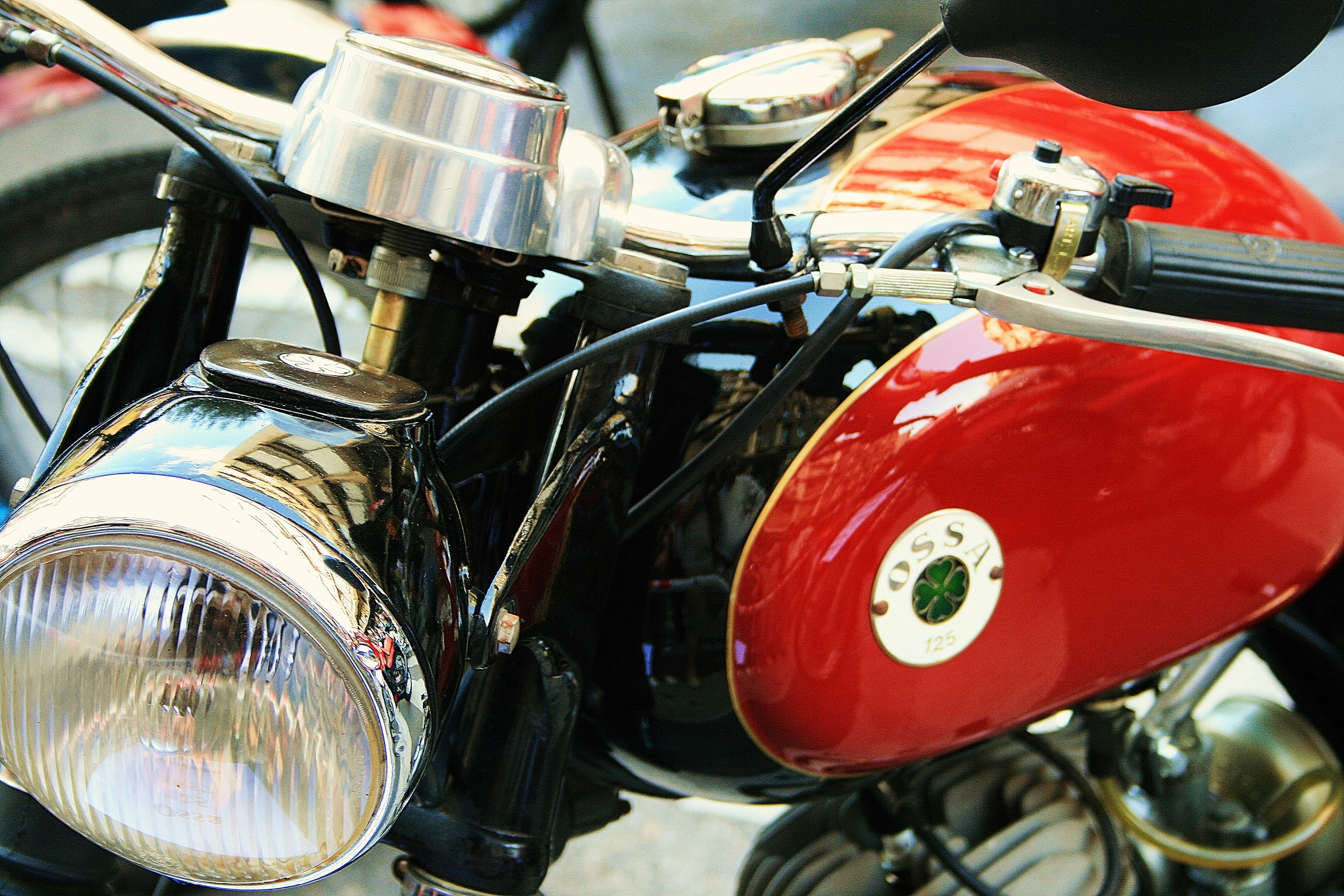
OSSA 125 B (1956)

オッサ ( Ossa ) はかつてスペインに存在したオートバイメーカー、および同社が製造するオートバイのブランドである。

## 概要
オッサは、トライアルやモトクロス用の軽量2ストロークエンジンのオートバイで知られている。メーカーとしてのオッサは、もとはバルセロナの実業家であるマヌエル・ヒロ ( Manuel Giró ) が設立した映写機メーカーのオルフェオ・シンクロニア社 ( Orpheo Sincronic Sociedad Anónima ) であり、OSSA とはこの頭文字をとったものである。
オッサがメーカーとして存在していたのは1982年までだが、オッサのオートバイは現在でもマニアやコレクターの間で人気があり、特にアメリカには熱狂的なファンが多い。

## 歴史
オルフェオ・シンクロニア社がスペイン国内向けに映写機の製造を始めたのは1924年である。創業者のマヌエル・ヒロは元々熱狂的なオートバイファンであり、第二次大戦後の1949年に2ストロークエンジンのオートバイの生産を始めた。1960年代のオートバイブームの頃には生産台数はピークを迎え、他のヨーロッパ諸国や北アメリカ市場に多く輸出された。特に新たなスポーツとしてモトクロスなどのオフロード走行を楽しむ人が急増していたカナダやアメリカでは、軽量でパワフルなオッサのオートバイは人気を博した。

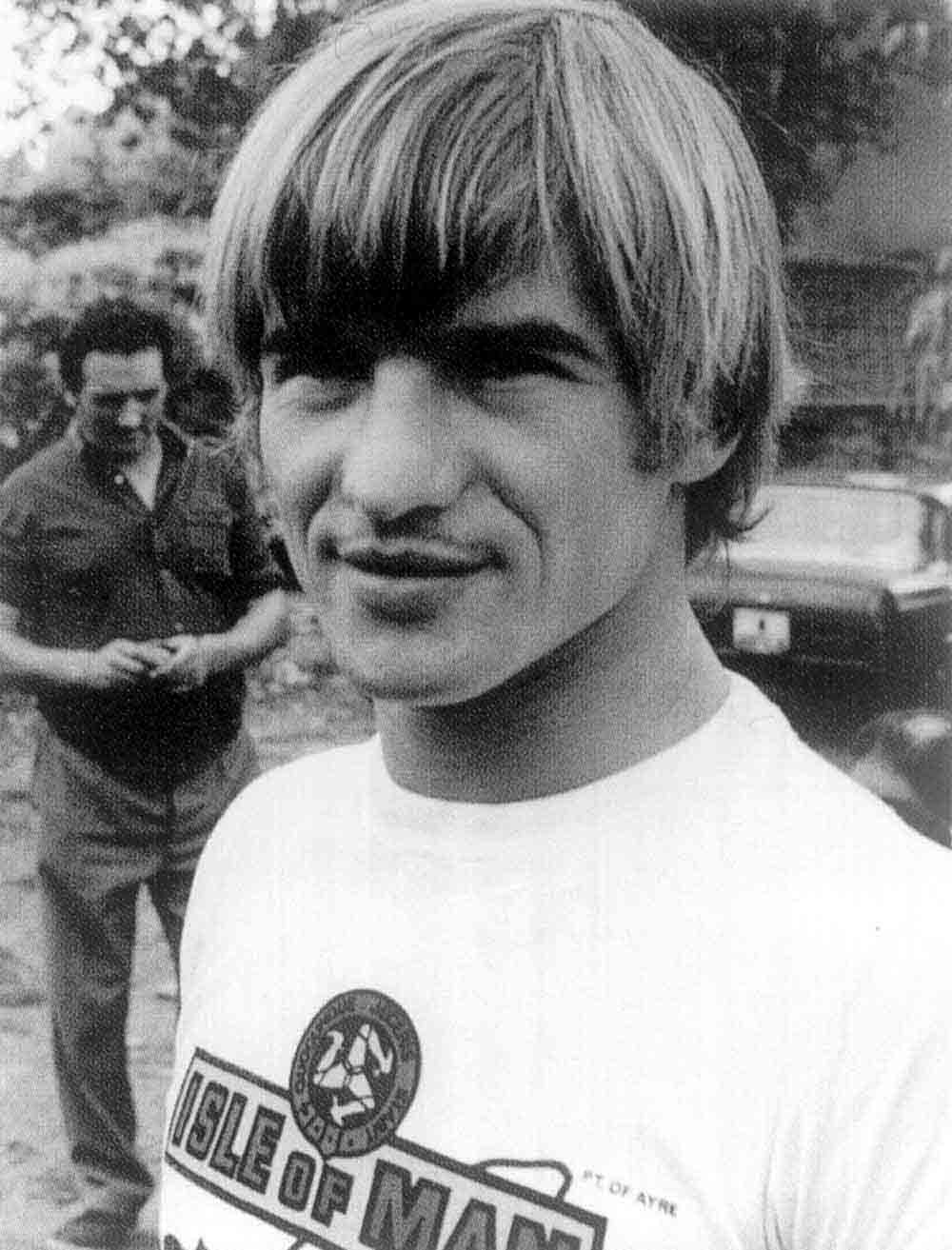
サンチャゴ・ヘレロ

オッサはロードレース、モトクロス、エンデューロ、トライアルといったモータースポーツにも力を入れていた。モータースポーツにおける最初の成功は1967年にバルセロナの公道で行われたモンジュイック24時間レースで、このレースでオッサは他のスペインのメーカーを抑えて1位2位を独占した。この結果に自信を持ったオッサは、国際市場に参入するための手段として海外でレース活動を行うことを決定した。
マヌエルの長男であるエデュアルド・ヒロ ( Eduardo Giro ) が設計した革新的なモノコックフレームのマシンでロードレース世界選手権に参戦したオッサはサンチャゴ・ヘレロのライディングによって早くから成功を収め、1969年から1970年シーズンにかけて250ccクラスで通算4勝を記録した。しかし1970年のマン島TTレース決勝の最終ラップ、ヘレロはクラッシュによって命を落としてしまう。スターライダーであるヘレロの死はチームの関係者に大きなショックを与え、程なくしてオッサは全てのロードレースからのファクトリー活動の撤退を決めた。
一方、この頃のスペインではトライアルがほとんど国技と言えるほどの流行を見せており、マチレスやモンテッサといった他のスペイン製オートバイと同様にオッサの軽量モデルもヨーロッパやアメリカでトライアルをする人々の間では高い人気を集めていた。ヘレロの死後、ロードレースから撤退したオッサはトライアルに目を向け、新たなトライアル用モデルを設計してイギリス人ライダーのミック・アンドリュースと契約した。アンドリュースは期待に応えて1971年と1972年のヨーロッパトライアル選手権（FIMトライアル世界選手権の前身）のチャンピオンを獲得。また、オッサとアンドリュースのコンビは、過酷なことで知られるスコットランド・シックスデイズ・トライアル ( en:Scottish Six Days Trial ) で1970年から1972年まで3年連続優勝を飾っている。
レース活動によって軽い車体とパワフルなエンジンによる高性能が証明されたオッサのオートバイは、レース用モデルだけでなく一般市販車も優れたデザインと高い信頼性が評判となって注文が増えた。しかし、オッサは重要視していたアメリカ市場においてしっかりした販売網を構築することができずに苦しむことになる。オートバイブームによって新たなマーケットが生み出されオートバイメーカーは大きな売り上げを得ることができたが、同時にオッサのような小規模メーカーの多くにとっては皮肉にもブームによる市場の拡大が会社の終焉を早めることになっていった。オートバイの購入者とディーラーにとっては多くのメーカーの選択肢があるという状況の中で、小メーカーが販売やサービスのネットワークを維持することは容易ではなく、オッサは他のヨーロッパのメーカーと同じように生産拡大のために工場を大きくしたが、結果的にこの投資によって大きな負債を抱えることになってしまった。
1975年にフランコ時代が終わってスペイン政府は民主化を推し進め、スペインは着実に自由主義経済に向かいつつあった。それによって市場に日本製の安価で高性能なオートバイが参入してきたことや、1977年に起きた大掛かりな従業員ストライキもオッサの経営悪化に拍車をかけた。1979年にオッサはブルタコと合併したが問題を食い止めることはできず、1982年、ついにオッサの工場は生産を中止した。
こうしてメーカーとしてのオッサは消滅したがオッサのオートバイはヴィンテージとして人気を集め、現在でも熱心なマニアやアマチュアレーサーから多くの支持を得ている。

## 主なモデル

### オンロードモデル
- Ossita 50
- 125 C2
- 150 Comercial
- 160 T
- 175 Sport
- 230 Wildfire
- Sport 250
- 250 T
- 250 TE
- 250 79
- 250 F3

### オフロードモデル

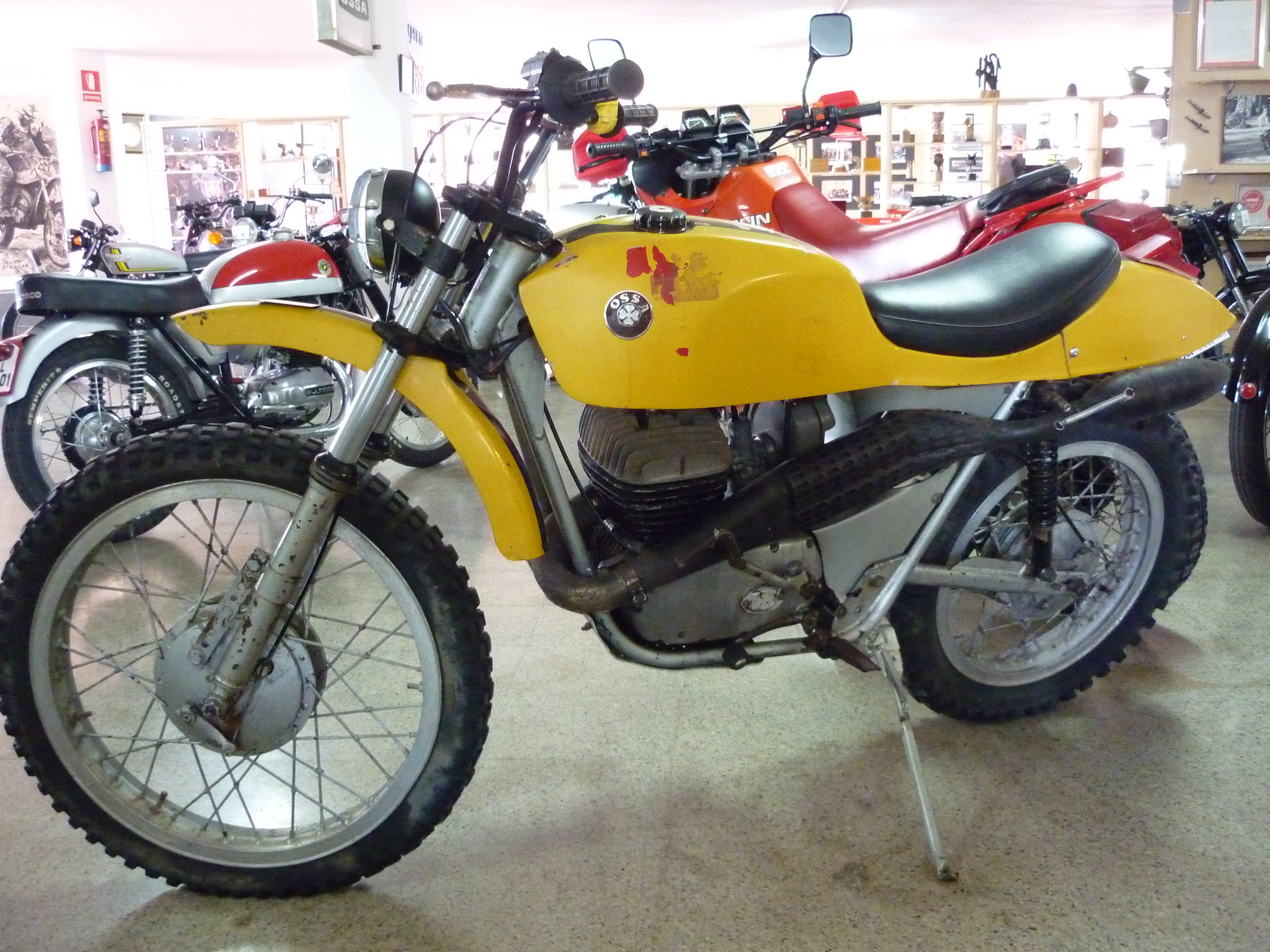
OSSA Enduro (1972)

- DMR ( Dick Mann Replica ) - フラットトラック
- Desert - モトクロス / トライアル
- Explorer - トライアル
- Mick Andrews Replica - トライアル
- 250 Enduro - エンデューロ
- Mountaineer - エンデューロ
- Phantom - モトクロス
- Pioneer - エンデューロ
- Plonker - トライアル
- Super Pioneer - エンデューロ
- Six Day Replica - エンデューロ
- Stiletto MX - モトクロス

## オッサから派生したモデル
- オッサ・SPQ ( OSSA Seurat Piron Queyrel ) - 1970年代にフランスで製造された、オリジナルの軽量フレームにオッサの空冷250ccエンジンを搭載したロードレーサー。10年間に渡ってフランス国内のヒルクライムやクリテリウム（市街地の周回コースで行われるロードレース、en:Criterium ）で活躍したが、サーキットではヤマハの市販レーサーであるTD2に適わなかった[5]。

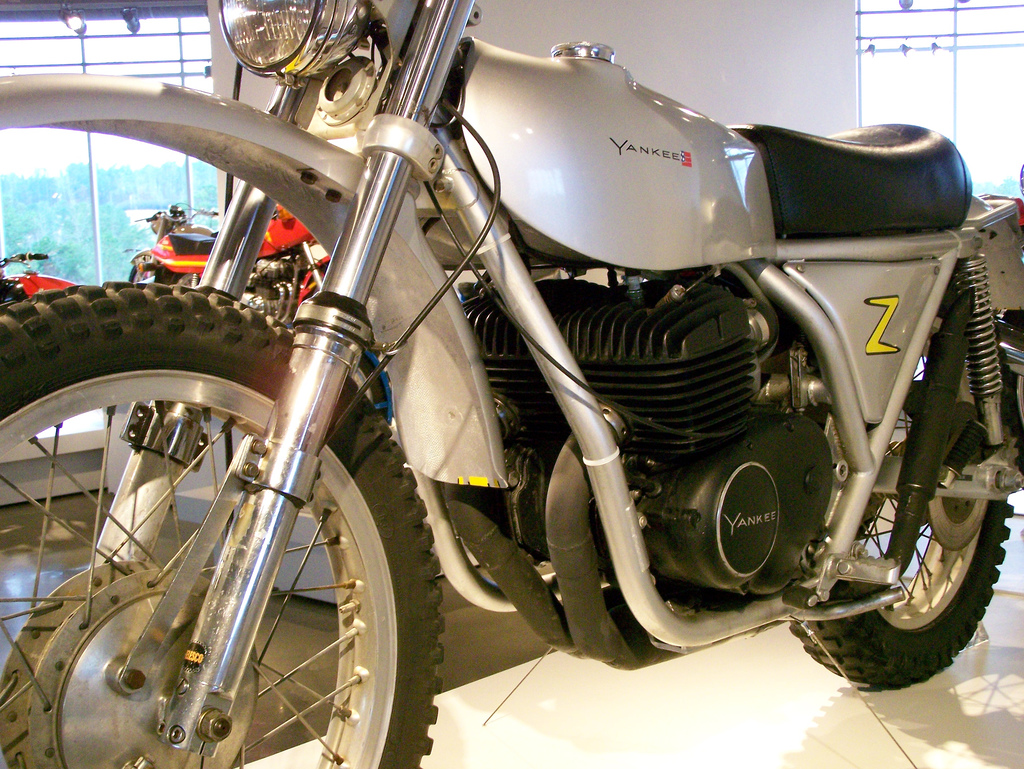
Yankee 500 (1972)

- ヤンキー・500 ( Yankee 500 ) - アメリカのニューヨーク州スケネクタディにあったヤンキー・モーターカンパニーで生産された大型オフロードバイク。エデュアルド・ヒロによって設計され、オッサ製の2ストローク空冷500cc2気筒エンジンを搭載していた。通称「オッサ・ヤンキー」。
- オッサ・バイラ1000 ( OSSA BYRA 1000 ) - バルセロナのエンジニアであるフェルナンド・バトリョによって製作された2ストローク空冷977cc4気筒エンジンを搭載したロードレーサー。エンジンはヤンキー・500のエンジンを2台合体させたものをベースにしており、1972年と1973年のモンジュイック24時間レースに出場した。レース用のプロトタイプとストリートモデルが1台ずつ製作されており、カタルーニャのアール・トゥルジェイにあるバセラ・モーターサイクル博物館に保存されている[6]。